# Backworth
Backworth är en ort i unparished area Earsdon, i distriktet North Tyneside i Storbritannien. Den ligger i grevskapet Tyne and Wear och riksdelen England, i den centrala delen av landet, 400 km norr om huvudstaden London. Backworth ligger 59 meter över havet och antalet invånare är 1 533. Backworth var en civil parish 1866–1935 när blev den en del av Seaton Valley. Civil parish hade 3 154 invånare år 1931.
Terrängen runt Backworth är platt. Runt Backworth är det mycket tätbefolkat, med 2 181 invånare per kvadratkilometer. Närmaste större samhälle är Newcastle upon Tyne, 9,4 km sydväst om Backworth. Runt Backworth är det i huvudsak tätbebyggt.